# Lophomastix diomedeae
Lophomastix diomedeae is een tienpotigensoort uit de familie van de Blepharipodidae. De wetenschappelijke naam van de soort is voor het eerst geldig gepubliceerd in 1904 door Benedict.